# 샌본도가머리박쥐
샌본도가머리박쥐(Eumops hansae)는 큰귀박쥐과에 속하는 박쥐의 일종이다. 남아메리카와 중앙아메리카에서 발견된다. 브라질 한자 멕시코인 주거지에서 표본 한 점이 처음 수집되었고, 이 때문에 한자도가머리박쥐로도 알려져 있다.

## 특징
샌본도가머리박쥐는 작은 도가머리박쥐의 일종으로 꼬리를 포함한 몸길이가 약 10cm 정도이고 몸무게는 13~17g이다. 풍부하고 거무스레한 갈색 털을 갖고 있으며, 배 쪽이 더 연한 색을 띠고 비슷한 크기 그러나 좀더 연한 색의 같은 일반 지역에 사는 난쟁이 도가머리박쥐류와 구별된다. 구별되는 다른 특징은 좁은 날개 끝과 턱 뒷쪽의 비교적 잘 발달한 이빨 그리고 근연종들보다 더 높은 턱 연결부이다. 다른 자유꼬리박쥐류처럼 꼬리는 날개막 가장자리 넘어까지 연장되며, 일반적으로 약 3~4cm이다.

## 분포 및 습성
샌본도가머리박쥐는 중앙아메리카에 부분적으로 분포하며, 멕시코 남단 끝에서도 발견된다. 남아메리카에서는 콜롬비아와 베네수엘라, 가이아나, 브라질 서부, 페루 동부, 에콰도르, 볼리비아를 포함한 안데스 산맥 북부 지역에 걸쳐 발견된다. 서식지는 해발 약 320m 이하의 저지대 열대 상록수림이다. 알려진 아종은 없다.
샌본도가머리박쥐는 숲 수관층의 상층부에서 비행하여 메뚜기와 기타 곤충을 잡아 먹는다. 장애물이 없는 지역 위를 나는 모습이 관찰되기도 하며 나무 구멍 속에서 거꾸로 매달려 생활한다.